# Fredric Skälstad
Carl-Fredric Erland Skälstad, född 20 december 1977 i Ramsta församling i Uppsala län, var ordförande för Liberala Studenter 2002 till 2003. Han har därefter bland annat varit politiskt sakkunnig, med ansvar för skolfrågor, hos Jan Björklund.